# Grange-over-Sands
Grange-over-Sands è un paese di 4 000 abitanti della contea del Cumbria, in Inghilterra.